# イワボタン
イワボタン（岩牡丹、学名：Chrysosplenium macrostemon）は、ユキノシタ科ネコノメソウ属の多年草。別名、ミヤマネコノメソウという。

## 特徴
ボタンネコノメソウに似るが、比べると葉が細長い。根出葉は広卵形から狭卵形で、明確な葉柄があり、花時まで残る。走出枝は地上性で、花後に伸長して、その先端近くには基部のものより大型の葉を数対ロゼット状につける。花茎はふつう高さ10-20cmになり、暗紅色をおび、葉腋を除き毛はない。茎葉は1-2対が対生し、葉身は長さ0.5-5cmになる卵円形から卵状楕円形で、基部はくさび形になり、上縁には4-9個の内曲する鋸歯がある。葉柄は長く、長さ2.5cmになり、ふつう葉の表面には灰白色の斑紋がある。
花期は3-4月。花序を取り囲む苞葉は、下部のものは暗緑色または濃緑色で、楕円形から楕円状披針形、上部のものは鮮黄色または緑黄色で卵形になる。花の径は3-4.5mm。萼裂片は4個で花時に斜開または直立し、長さは1-1.8mm、楕円形から三角状卵形になり、色は淡緑色から黄緑色になる。花盤は緑白色になる。花弁は無い。雄蕊はふつう8個、まれに4個あり、長さ2-3mmあって萼裂片より長く、花時に斜上するか直立する。裂開直前の葯はふつう黄色、まれに帯赤褐色をし、花粉は黄色になる。子房は中位。花柱は2個あり、長さ1.5-2mmで、花時に直立する。果実は朔果で2個の心皮は大きさが異なり、朔果の嘴は斜開する。種子は楕円形から卵形で、長さ約0.8-1mm、縦に10数個の隆条があり、棍棒状の突起が密にならぶ。

## 分布と生育環境
日本固有種。本州の関東地方以西の太平洋側、四国、九州に分布し、低山帯の沢沿いのやや暗い水湿地などに生育する。

## 名前の由来
和名イワボタンは、「岩牡丹」の意。枝の葉が大型になり、ボタンの花のようであることによる。別名のミヤマネコノメソウは「深山猫眼草」の意。
種小名（種形容語）macrostemon は、「長い雄蕊の」の意味。

## ギャラリー

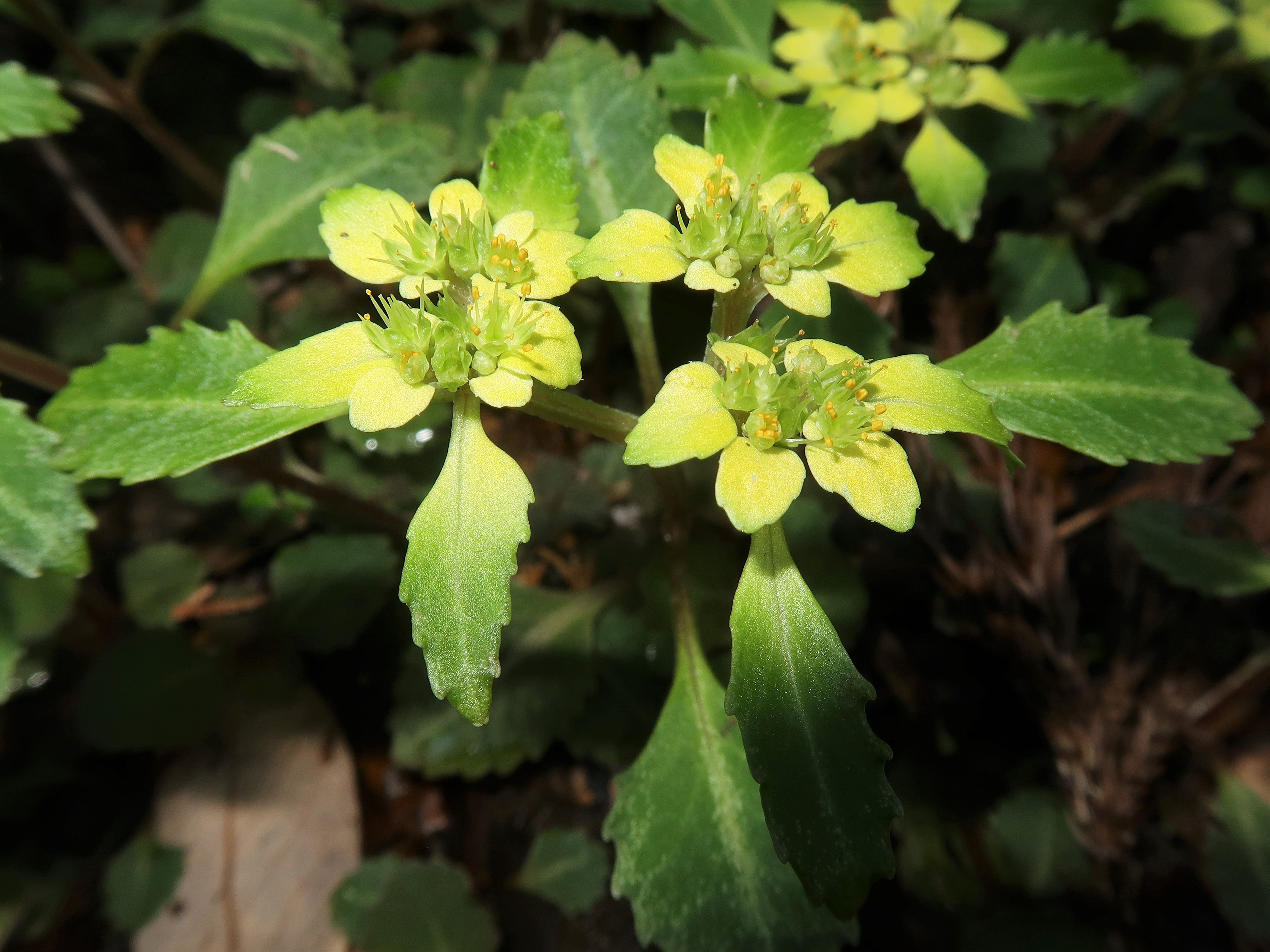
下部の苞葉は暗緑色または濃緑色で、楕円形から楕円状披針形をしている。上部の苞葉は鮮黄色または緑黄色で卵形になる。
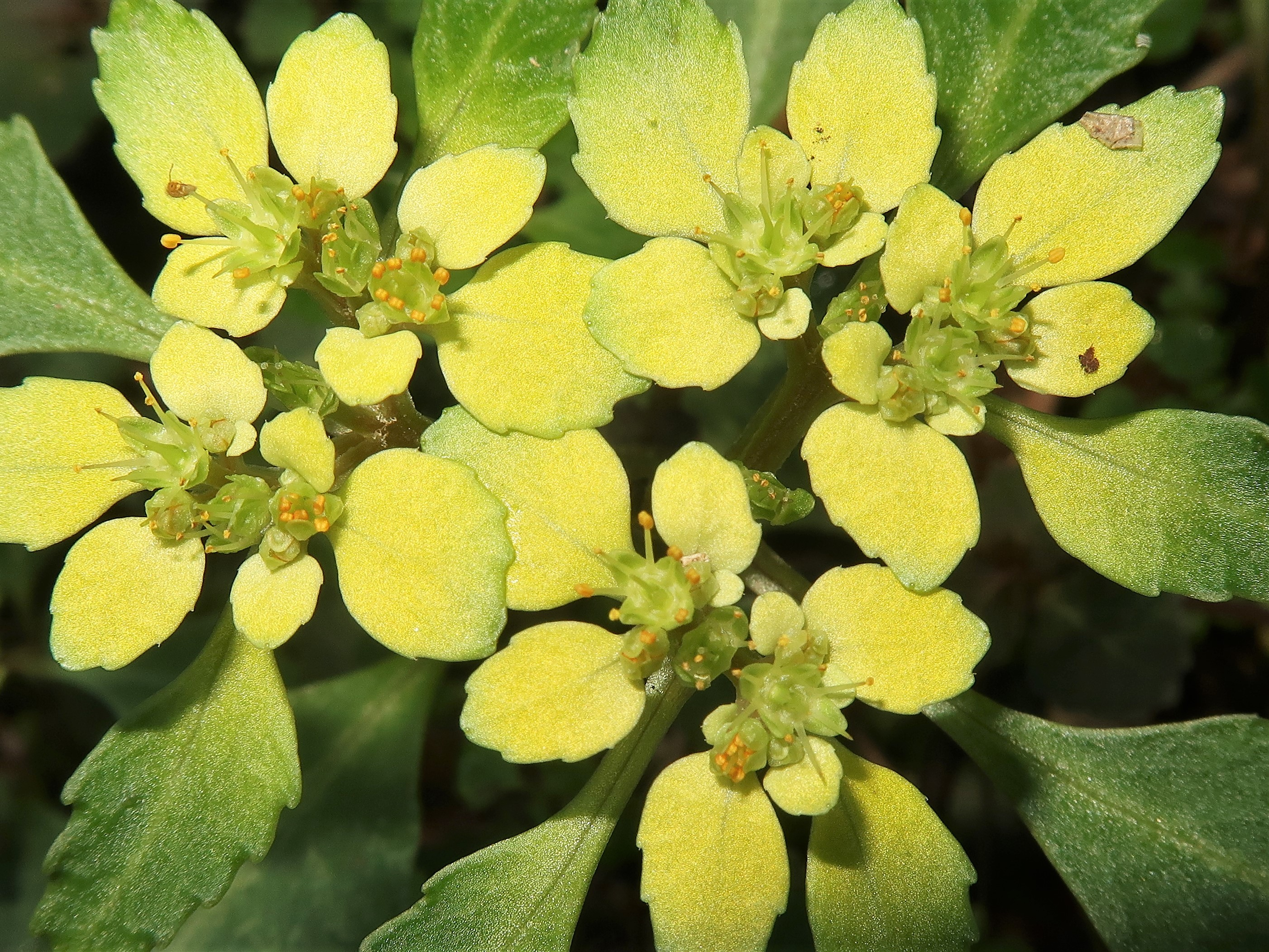
萼裂片は斜開または直立し、雄蕊は萼裂片を飛び出す。裂開直前の葯はふつう黄色をしている。
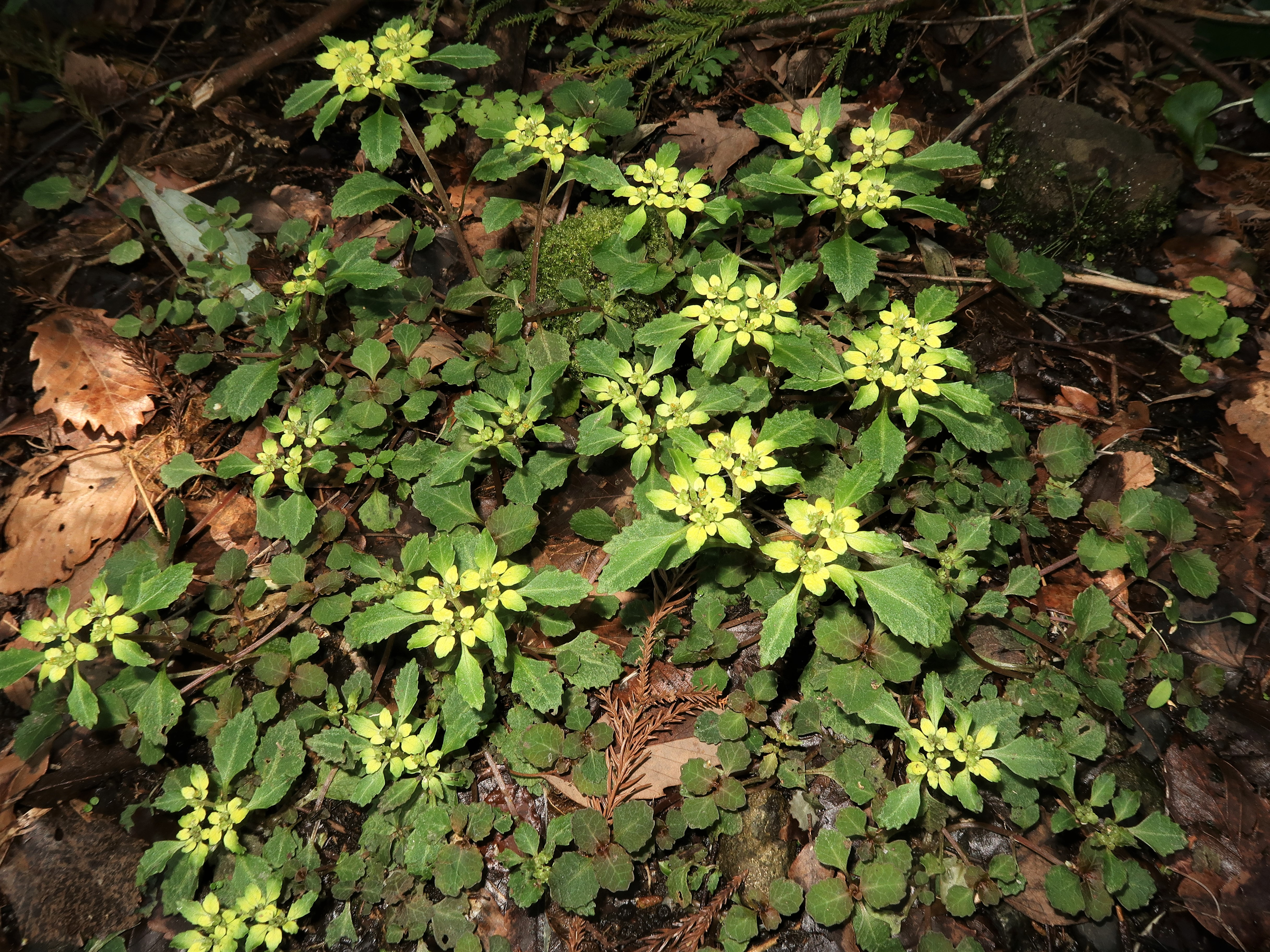
走出枝は地上性で、その先端近くには基部のものより大型の葉を数対つける。
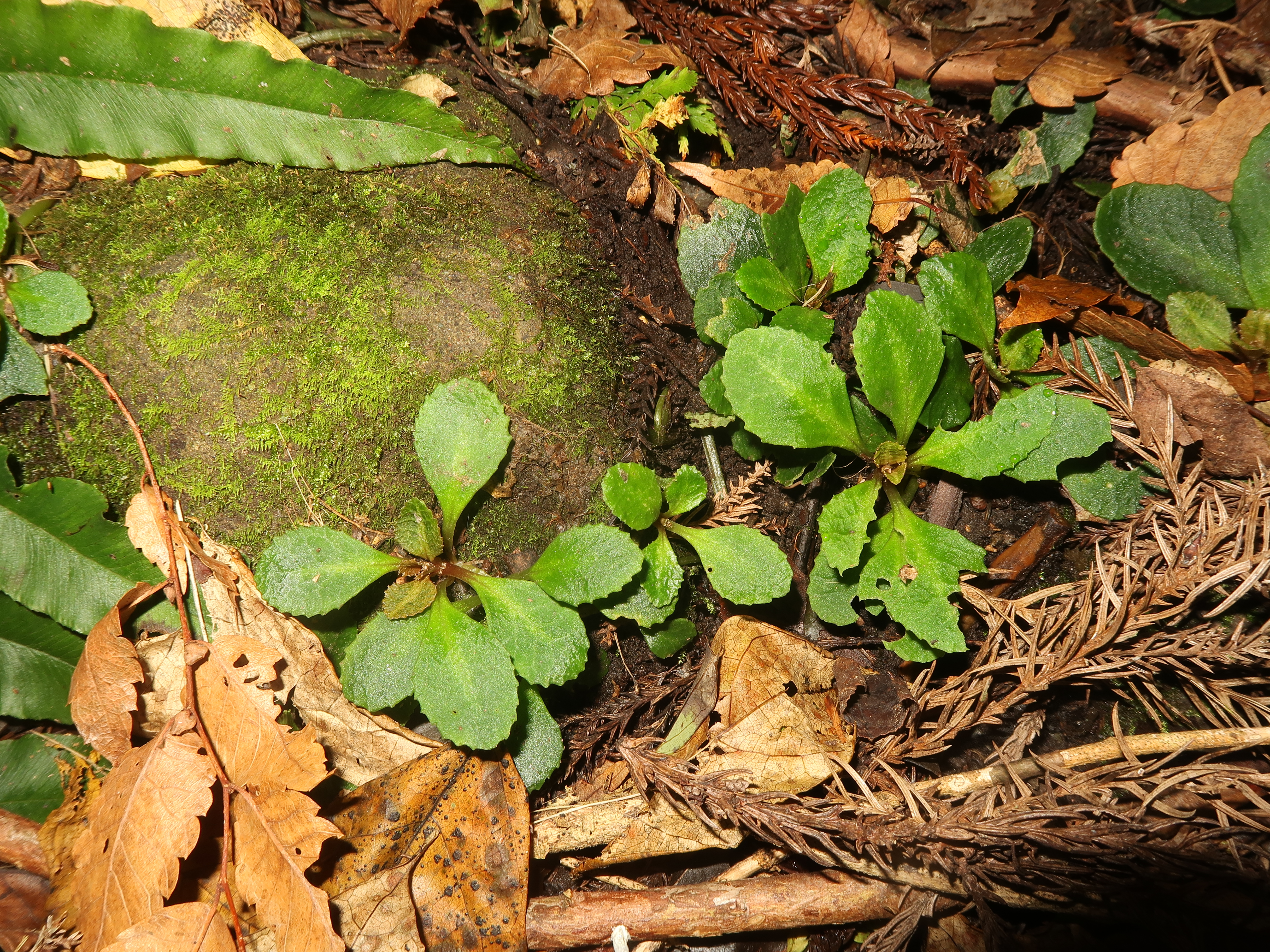
晩秋の根出葉。明確な葉柄があり、花時まで残る。

## 下位分類
下位分類として変種に次の4種がある。

### ヨゴレネコノメ
ヨゴレネコノメ（汚れ猫の目） Chrysosplenium macrostemon Maxim. var. atrandrum H.Hara - 上部の苞葉は淡黄色から淡黄緑色。基本種に似るが、萼裂片は暗褐紫色から淡緑色で花時にほぼ直立する。雄蕊は4-8個で、裂開直前の葯は暗紅色をしている。花糸、花盤、花柱、子房も紅紫色をおびる。花期は4月。本州の関東地方以西の太平洋側、四国、九州に分布する。

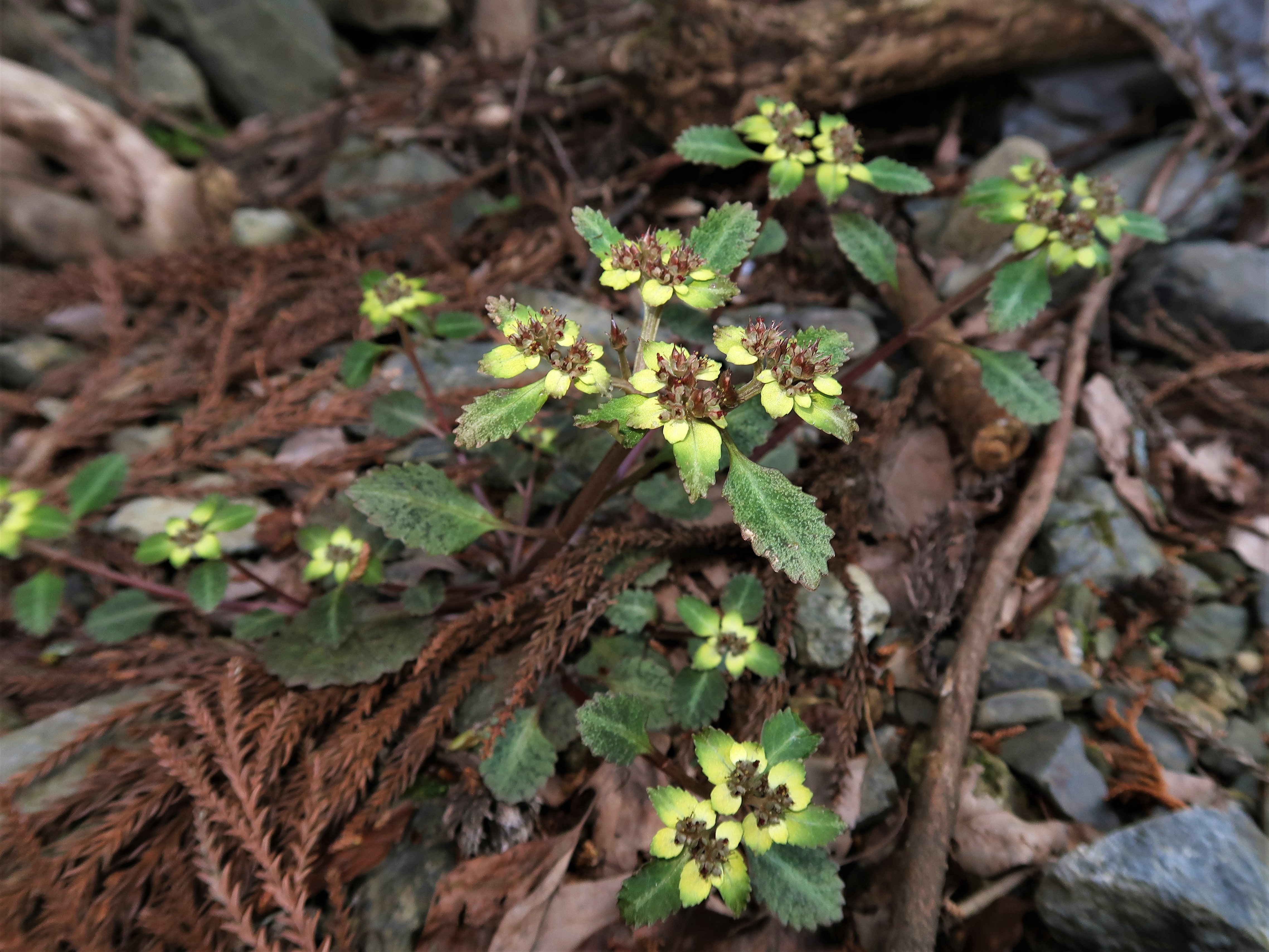
東京都高尾山 2019年4月中旬
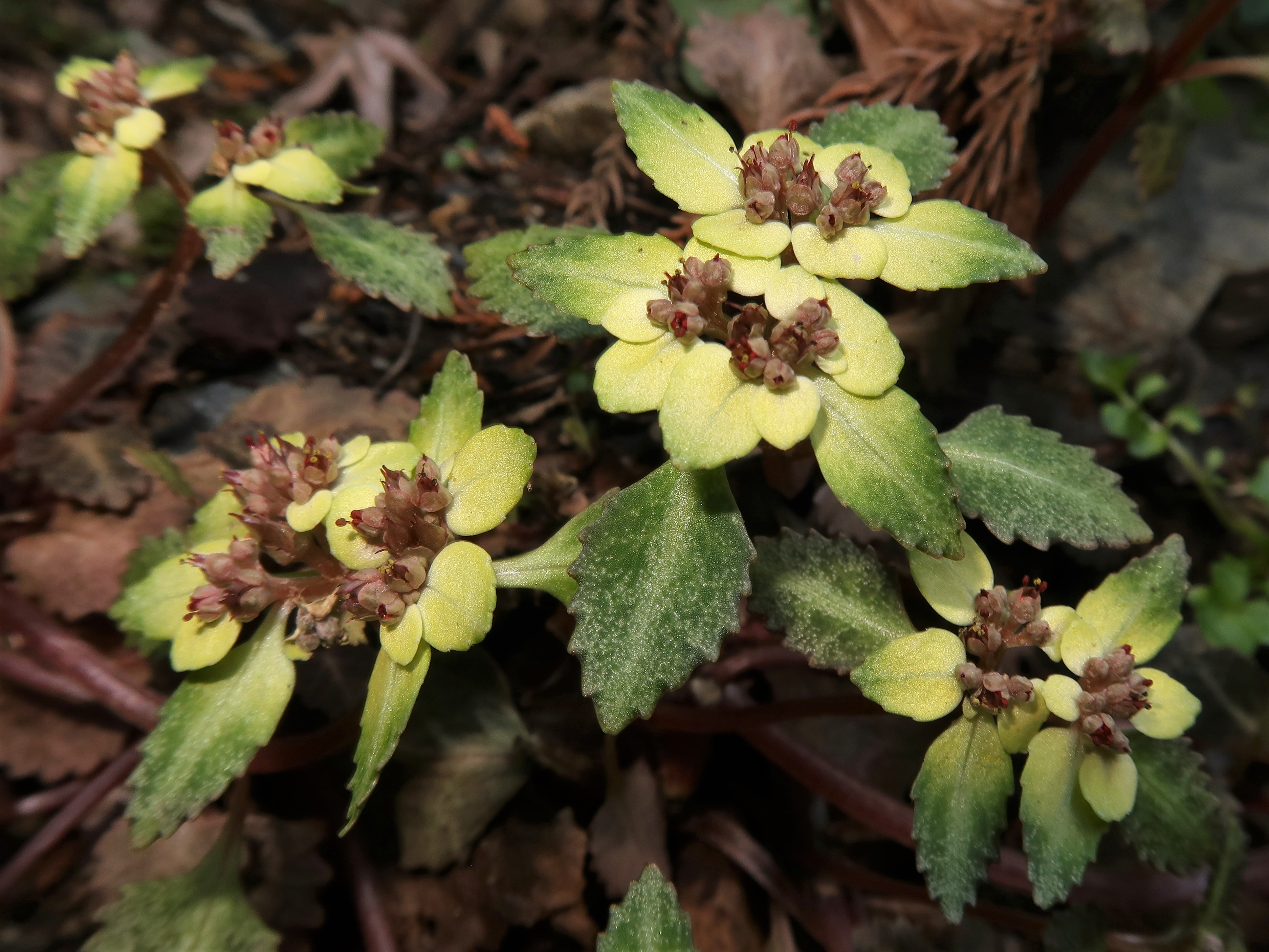
萼裂片は暗褐紫色から淡緑色で花時にほぼ直立する。
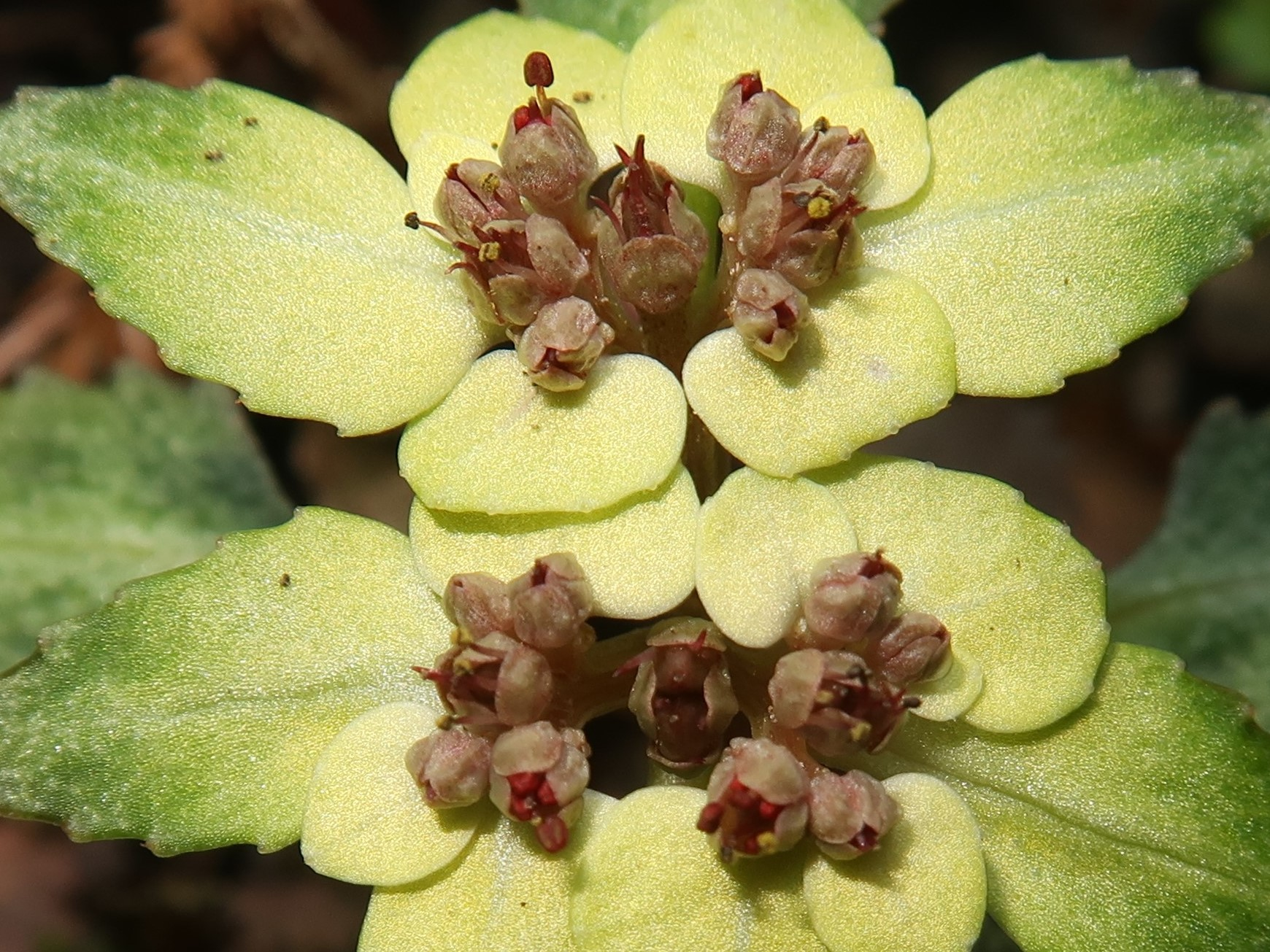
雄蕊は4-8個で、裂開直前の葯は暗紅色をしている。花糸、花盤、花柱、子房も紅紫色をおびる。
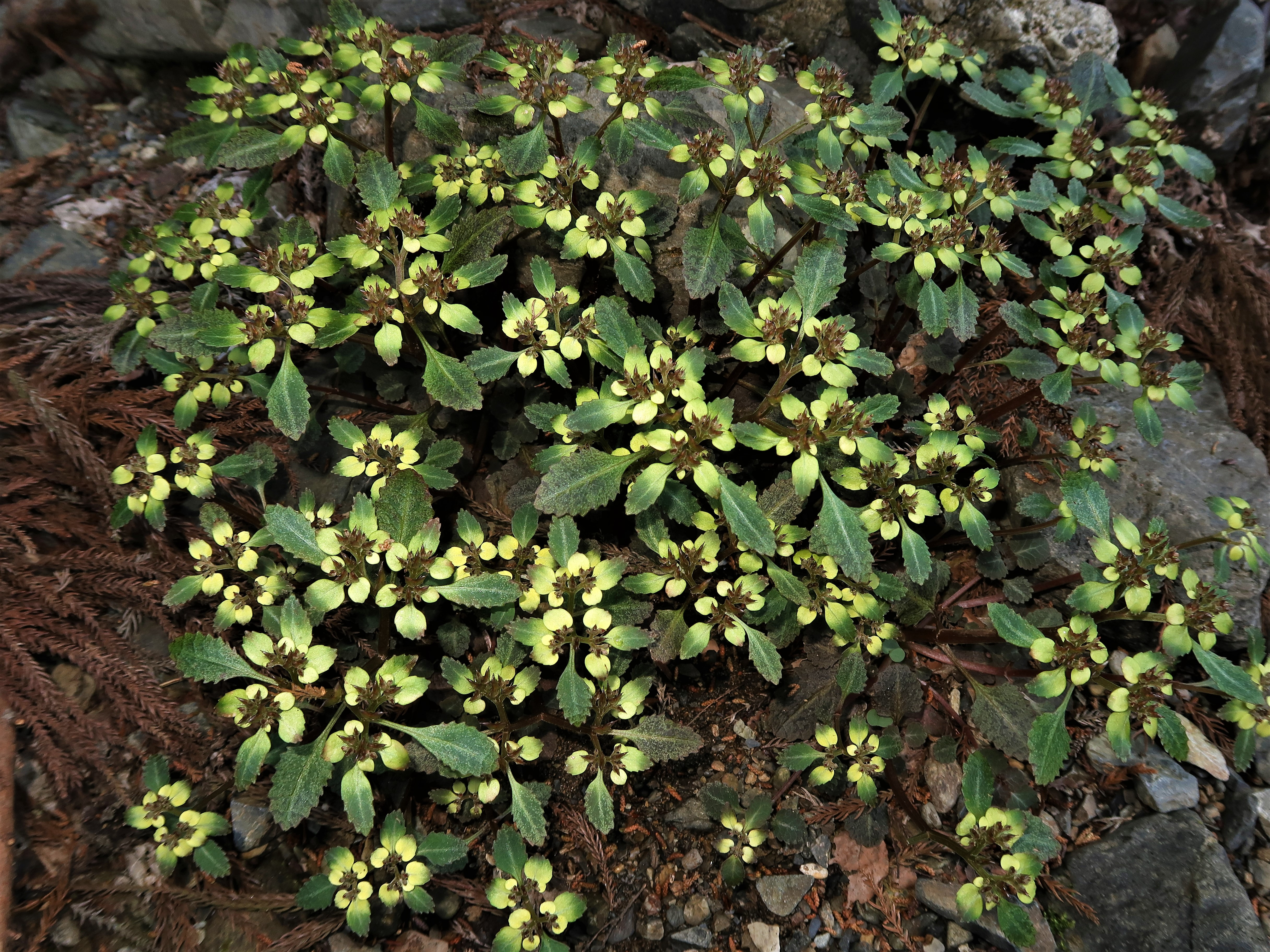
上部の苞葉は淡黄色から淡黄緑色。

### ニッコウネコノメ
ニッコウネコノメ（日光猫の目） Chrysosplenium macrostemon Maxim. var. shiobarense (Franch.) H.Hara - 花茎の高さは4-18cm。茎葉は対生し、葉身は卵形で長さ1-2.5cm。基本種やヨゴレネコノメに似るが、萼裂片は黄白色で花時に直立せずほぼ平開する。雄蕊はふつう8個、まれに4個で、裂開直前の葯は暗紅紫色をしている。花期は4-5月。花時にはふつう根出葉は存在しない。花後に長さ30cmになる走出枝を出す。本州の東北地方から中部地方の太平洋側に分布し、山地の谷沿いの湿った場所に生育する。

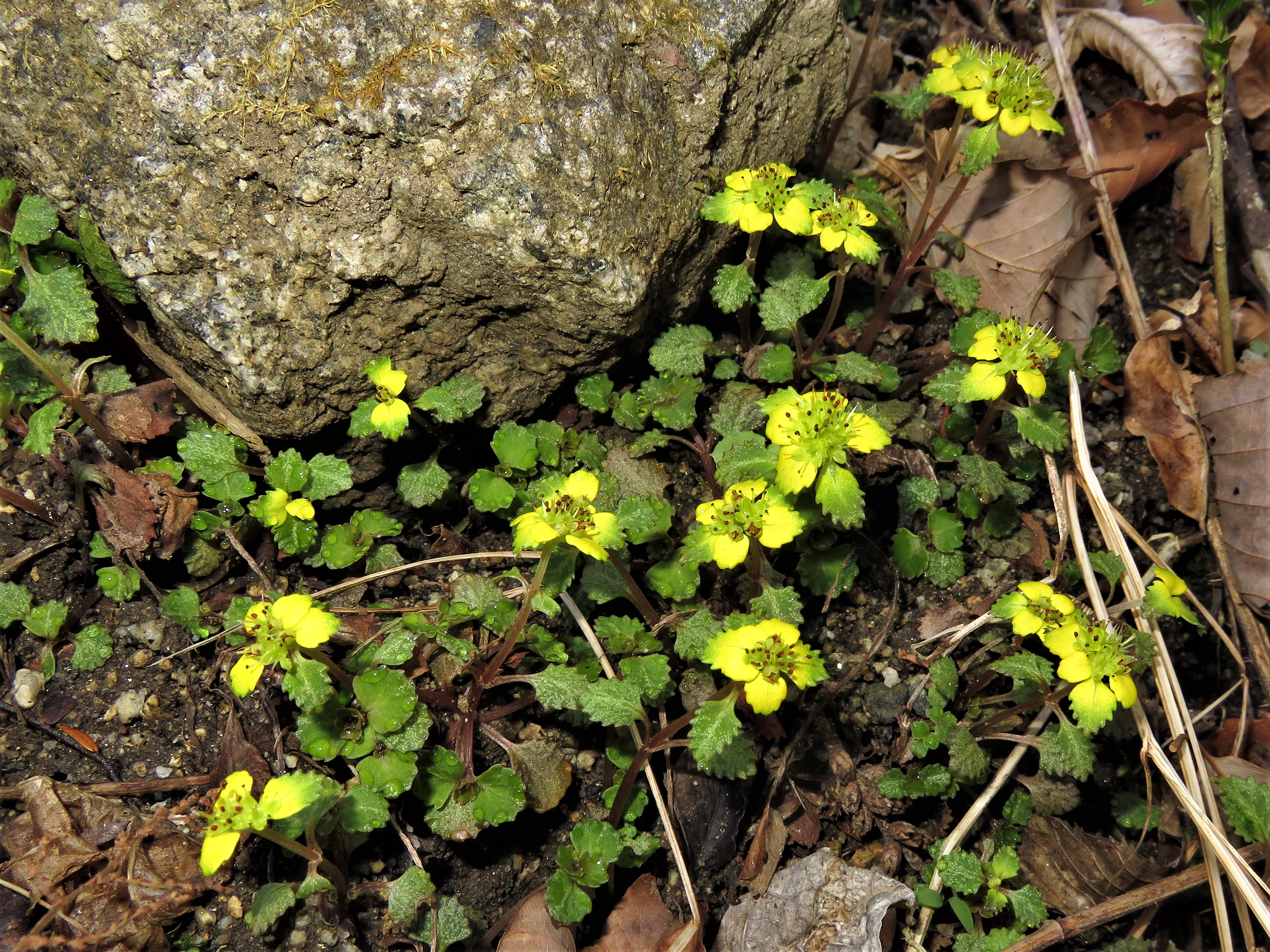
福島県中通り地方 2017年4月中旬
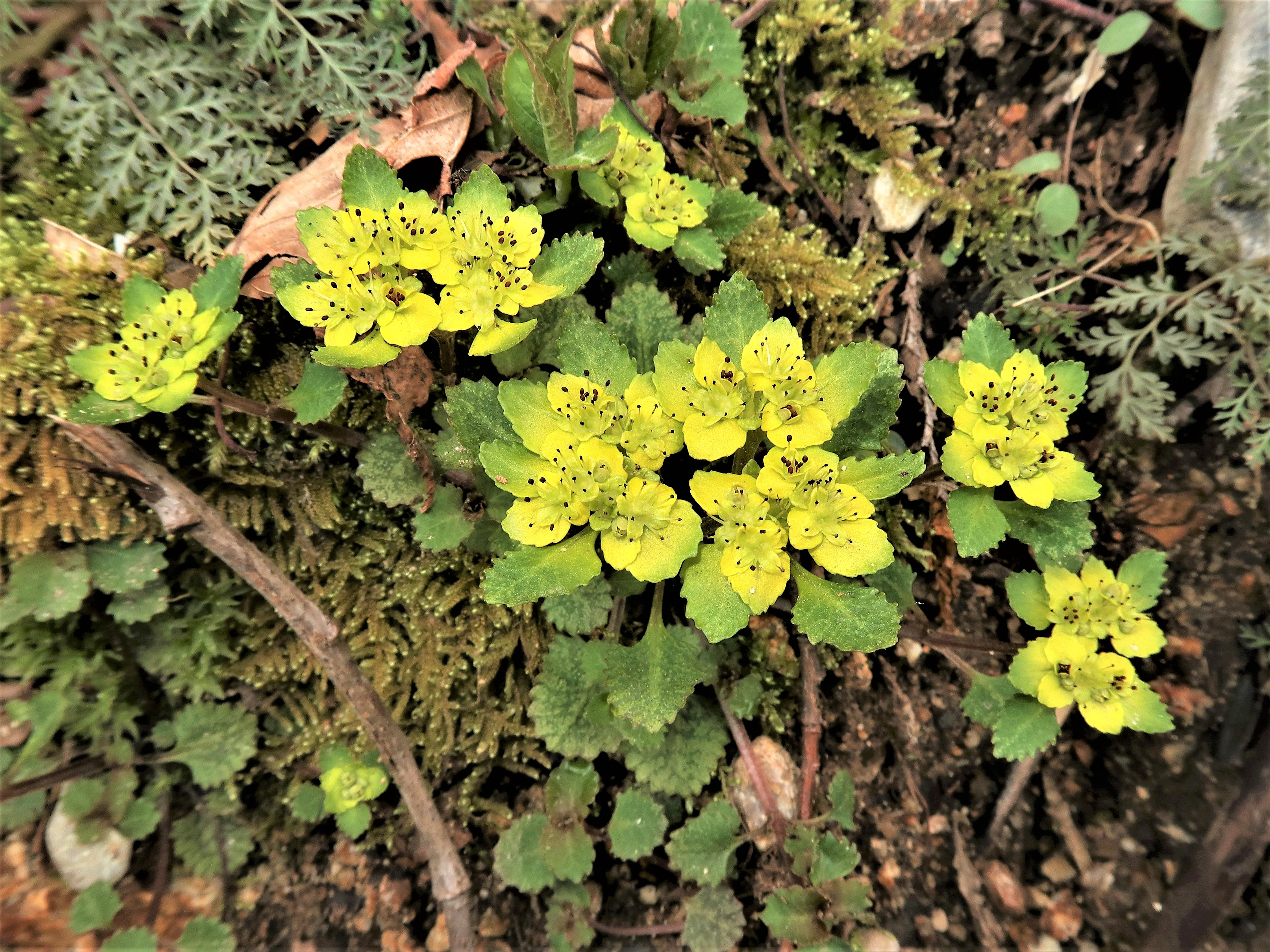
岐阜県東濃地区 2019年5月上旬
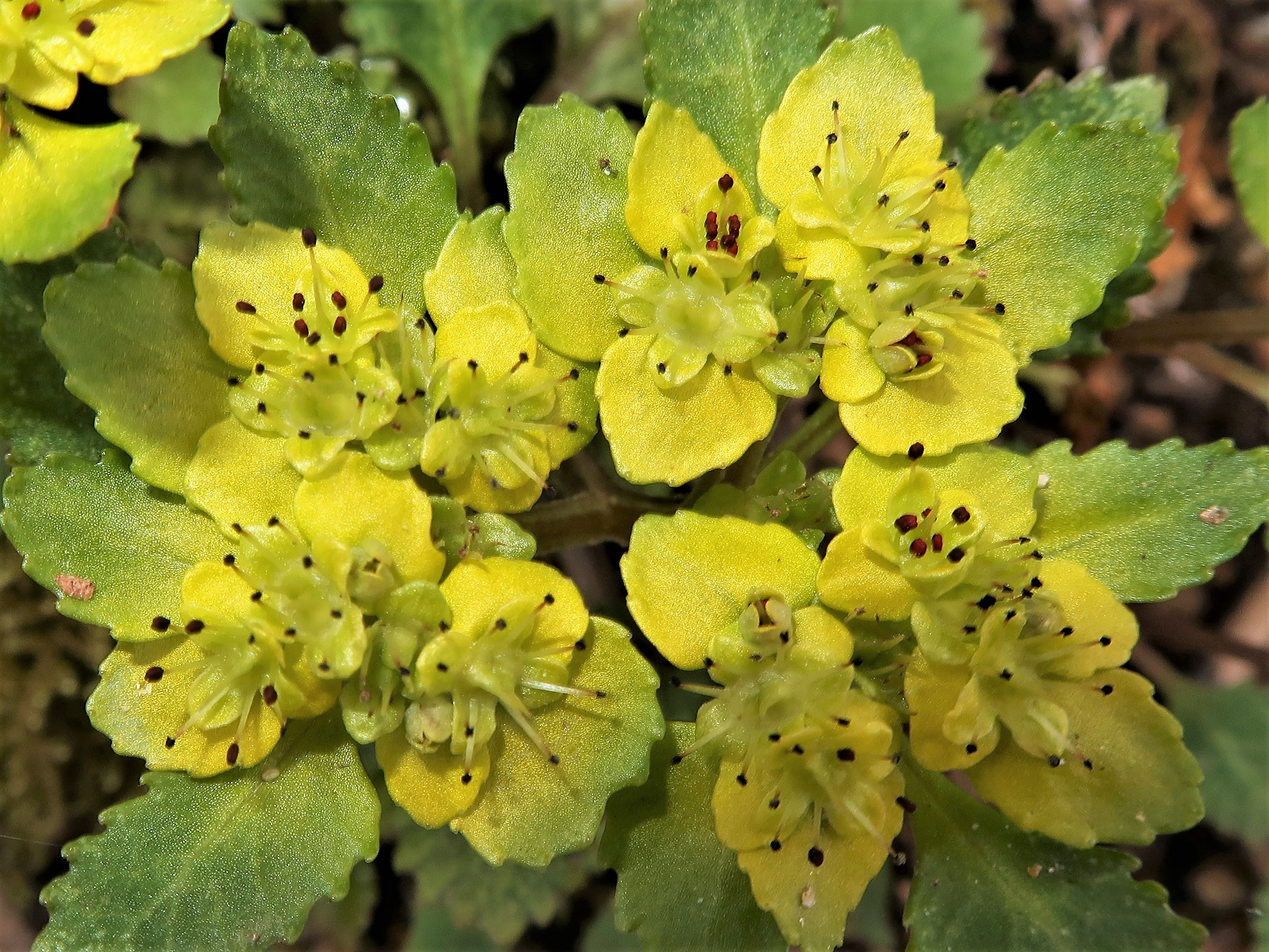
萼裂片は黄白色でほぼ平開する。雄蕊はふつう8個で、裂開直前の葯は暗紅紫色をしている。
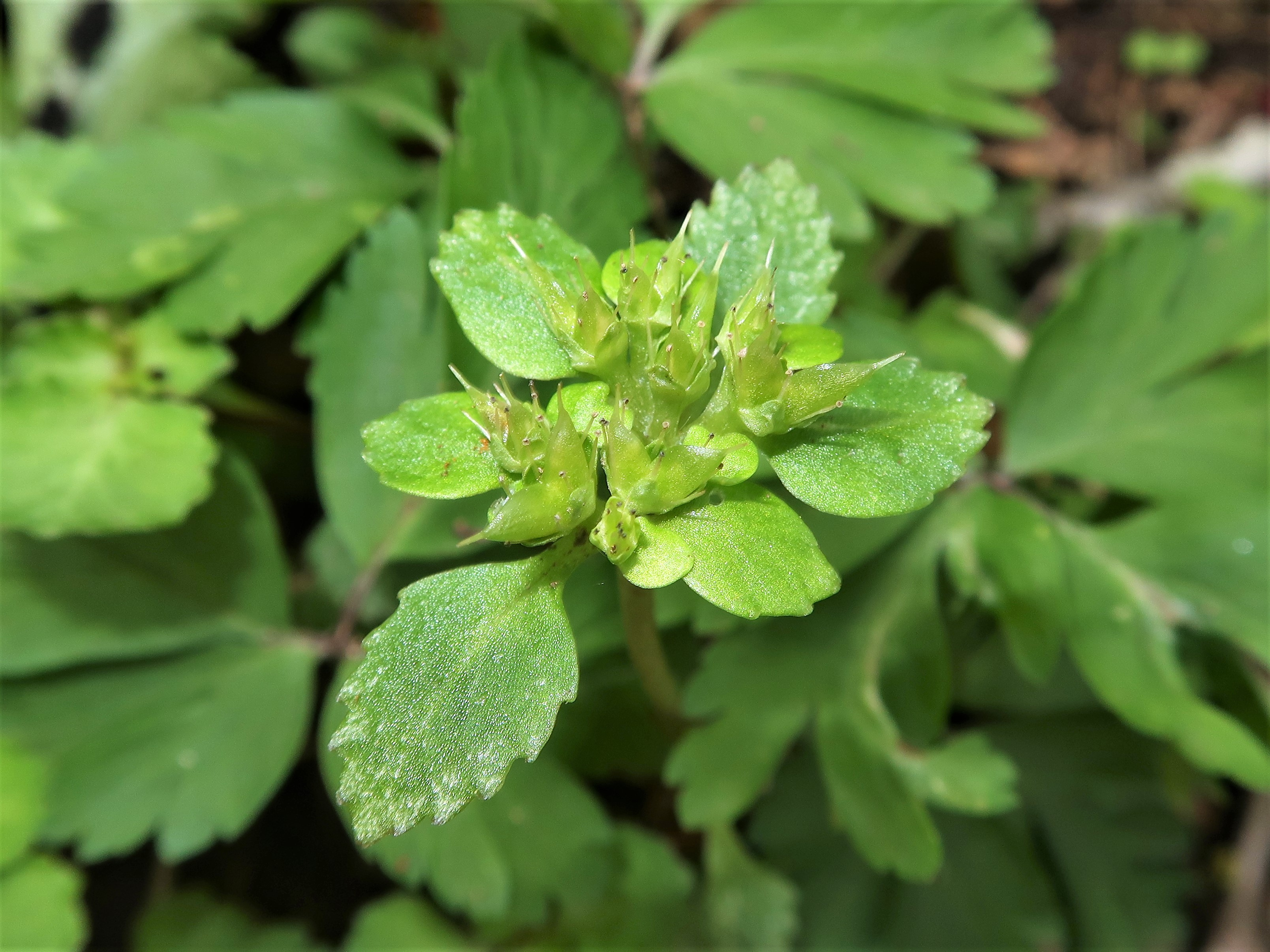
花後、苞葉は緑色に変色する。

### キシュウネコノメ
キシュウネコノメ（紀州猫の目） Chrysosplenium macrostemon Maxim. var. calicitrapa (Franch.) H.Hara - 基本種に似るが、裂開直前の葯は暗紅色をおびる。種子の隆条上の突起はさらに細長くなる。紀伊半島に分布する。基本種と区分しない考えもある。

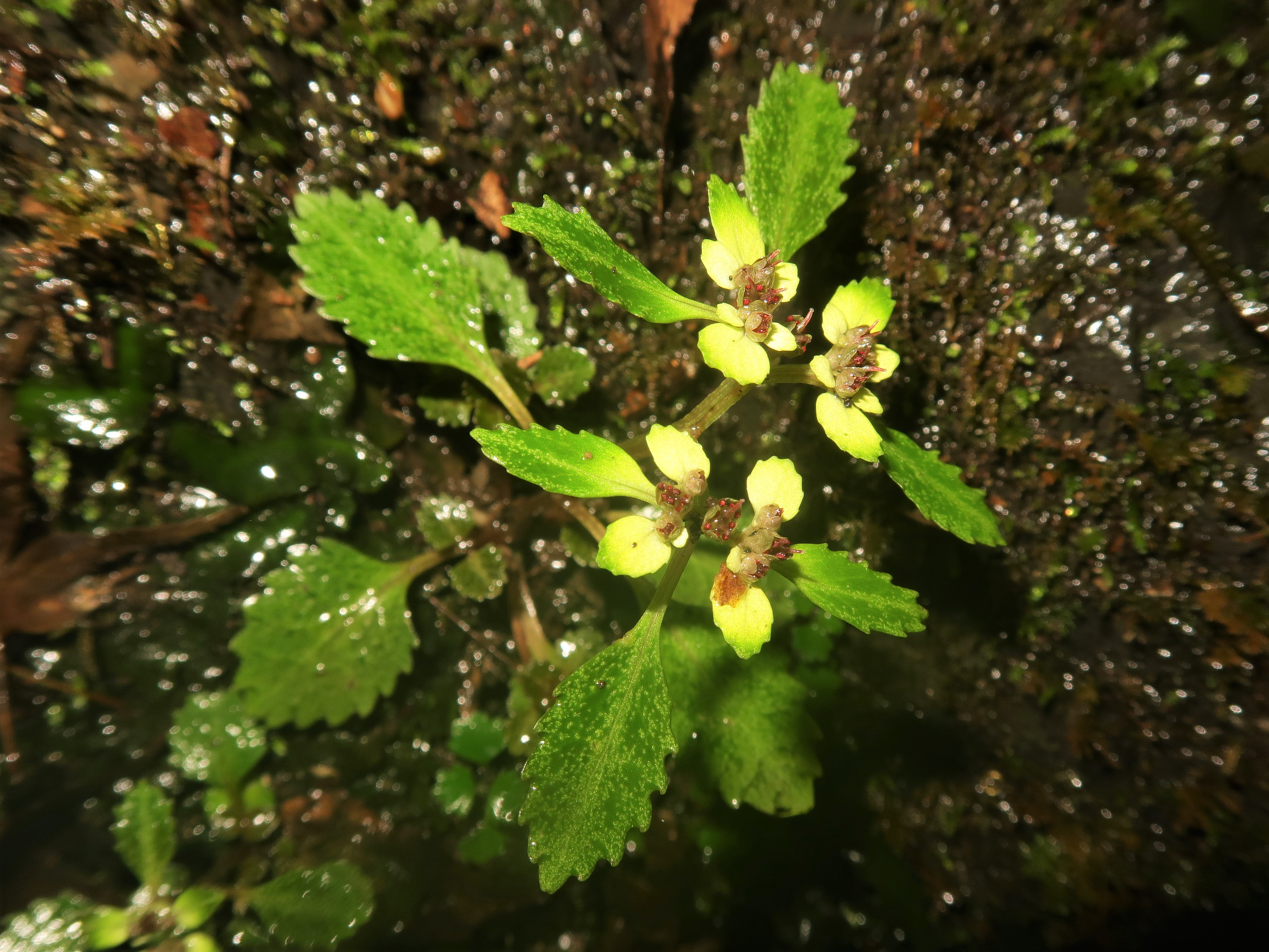
奈良県十津川村 2021年3月上旬
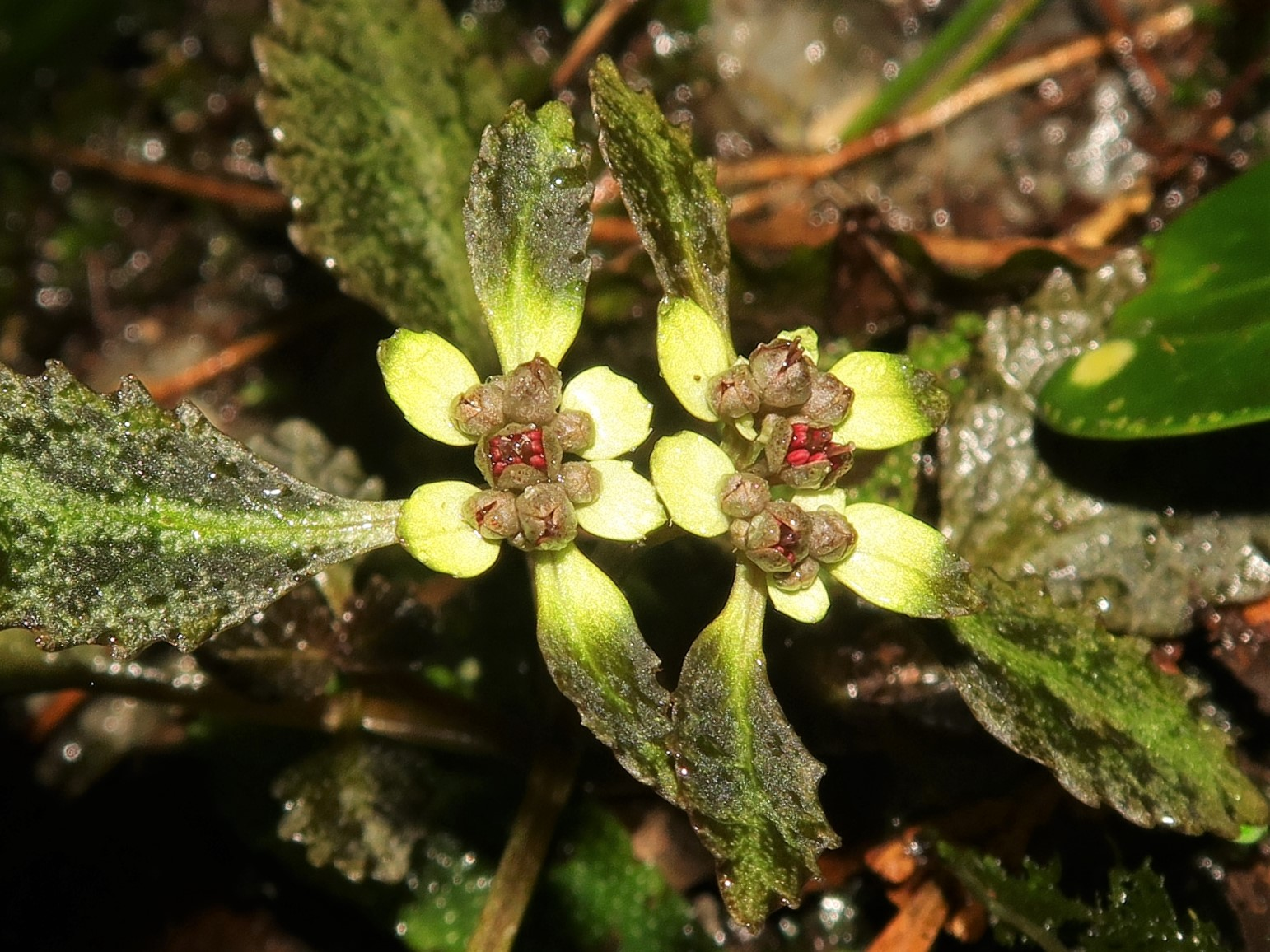
裂開直前の葯は暗紅色をおびる。
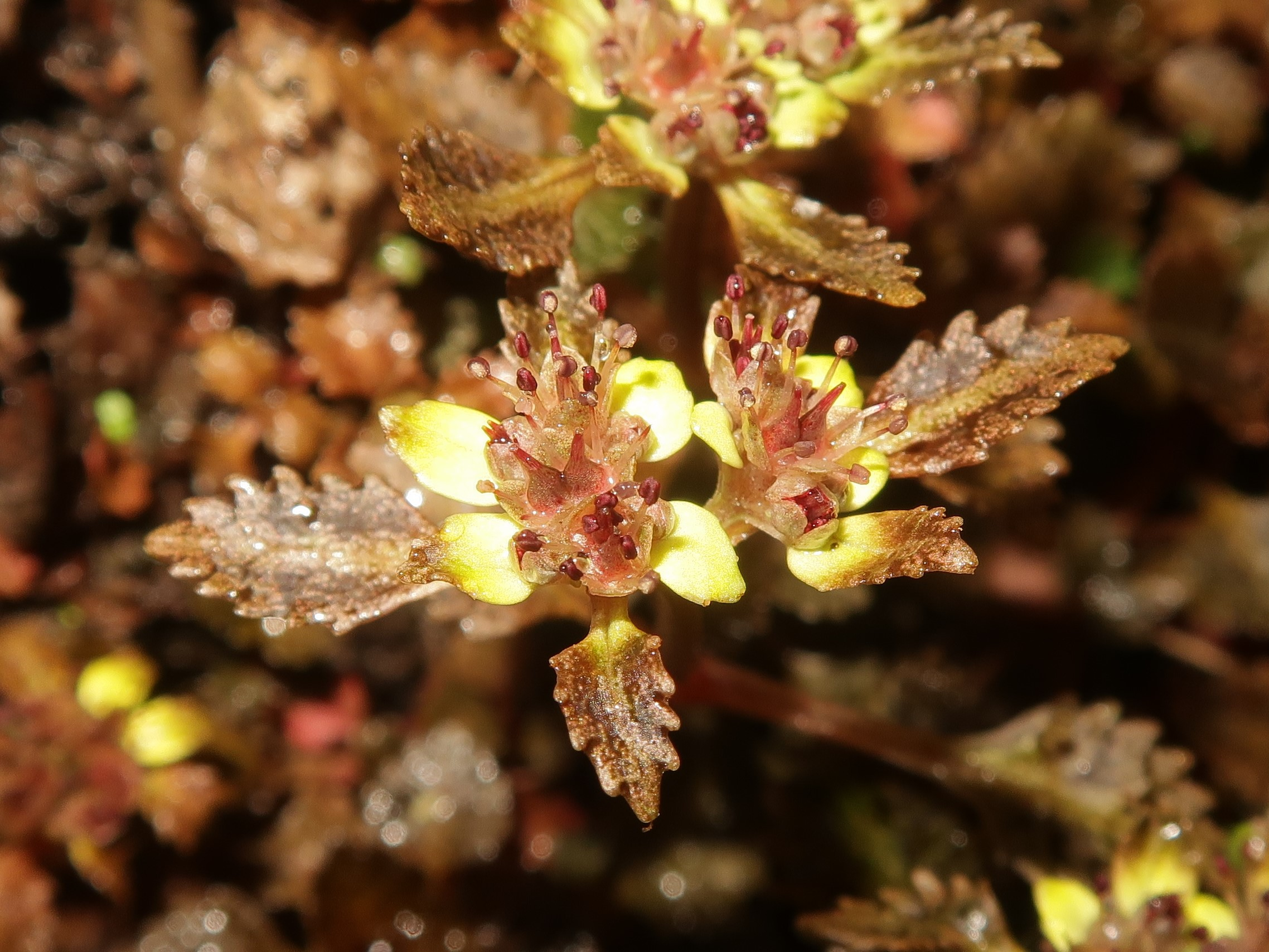
雄蕊、雌蕊は萼片を突き出る。

### サツマネコノメ
サツマネコノメ（薩摩猫の目） Chrysosplenium macrostemon Maxim. var. viridescens (Sutô) H.Hara - 植物体全体が緑色で、変種名 viridescens も「緑色になる」の意味。花茎は横に這い、先端が傾上して立ち上がり、花序をつける。萼裂片は花時には直立し、裂開直前の葯は黄色になる。九州、四国に分布する。